# (26375) 1999 DE9
1999 دي إي 9 (ويعرف أيضًا باسم (26375) 1999 دي إي 9 وفق تسمية الكوكب الصغير) (بالإنجليزية: 1999 DE9)‏ هو كويكب ضمن حزام الكويكبات؛ وترتيبه 26375 من حيث الاكتشاف.
اكتُشف هذا الجُرم الفلكي بواسطة جين لوو في 20 فبراير 1999.

## وصلات خارجية
- (26375) 1999 DE9 في قاعدة بيانات مختبر الدفع النفاث لأجرام النظام الشمسي الصغيرة

- الاكتشاف · مخطط المدار ·  العناصر المدارية · المعلمات المادية

- (26375) 1999 DE9 على موقع ويكي سكاي: DSS2, SDSS, GALEX, IRAS, Hydrogen α, X-Ray, Astrophoto, Sky Map, Articles and images